# Dietética
La dietética es la disciplina que estudia los regímenes alimenticios en la salud, de acuerdo con los conocimientos sobre fisiología de la nutrición; o en la enfermedad (dietoterapia), de acuerdo con los conocimientos sobre la fisiopatología del trastorno en cuestión.
El estudio higiénico de la alimentación permite establecer, de modo científico, la ración alimenticia o dieta conveniente a una persona, según su trabajo o estado de salud. 
Al profesional de la rama sanitaria que aplica los conocimientos de la ciencia dietética y que por tanto se encarga de estudiar, vigilar y recomendar los hábitos alimenticios a sus pacientes con el objetivo de mejorar su salud se le conoce como dietista.
Además, en Argentina, dietética se llama a las tiendas que venden productos naturales y saludables. También llamadas tiendas orgánicas o tiendas naturales. 

## Historia

### Antigüedad
Entre los precursores de esta ciencia podemos citar a Hipócrates con su célebre frase "que tu alimento sea tu medicina...".

Cualidades de los cuatro elementos de la antigüedad griega.

Este autor de la antigua Grecia promovió el consumo de legumbres y frutas, aunque sus enseñanzas al respecto se consideran obsoletas. Los alimentos se clasificaban en función de su correspondencia con uno u otro de los cuatro elementos: el agua, la tierra, el aire y el fuego, que corresponden a cuatro temperamentos definidos por la teoría de los cuatro humores: flemático, melancólico, sanguíneo y colérico, respectivamente.
Cada alimento era clasificado según sus cualidades, que se escalonan en cuatro grados sobre dos ejes principales: caliente-frío y seco-húmedo (o, secundariamente, en ejes dulce-amargo y crudo-cocido). Estas cualidades influyen en la manera en la que el alimento se transforma dentro del cuerpo y en la calidad y consistencia de los humores producidos por el organismo. Según la escuela hipocrática, el calor de la digestión transforma los alimentos en linfa que, a su vez, se transforma en humores o actúa sobre la calidad y el equilibrio de los humores presentes. Para conservar la buena salud a lo largo del tiempo, hay que tener una dieta equilibrada. Por eso, los médicos que se basaban en la tradición hipocrática recomendaban a sus pacientes consumir alimentos que se correspondieran con el inverso de su temperamento, para corregir el desequilibrio de los humores. Así pues, el vino tinto (caliente y seco) y la carne (caliente y seca) eran recomendados para los ancianos, los flemáticos y los melancólicos, de naturaleza fría. En cambio, el pescado fresco (frío y húmedo) y las frutas o legumbres (frías y húmedas) creían que convenían más bien a los coléricos y optimistas, así como a los jóvenes, de temperamento caliente.
Según Hipócrates, la alimentación también tenía que variar según el clima y las estaciones, que creía que influían en los humores. En invierno, un periodo en que domina el frío y la humedad, sería preferible consumir carnes con salsa, cocinadas con especias calientes; en primavera, cuando domina el calor y la humedad, se aconsejaba pasar poco a poco de los pucheros a los asados y empezar a comer más legumbres verdes; en verano, cuando domina el calor, sería el momento de consumir carnes y pescados a la plancha, más ligeros, y preferir alimentos fríos y húmedos como el melón, la ciruela o la cereza; en otoño, un periodo en que empieza el frío, haría falta comer alimentos apetitosos y ligeramente ácidos para expulsar la melancolía, así como reducir el consumo de vino y frutas.
El historiador griego Heródoto menciona un encuentro entre etíopes y persas, en el cual los persas dicen llegar a los 80 años antes de morir, comiendo pan y bebiendo vino. Los etíopes, en contraste, comiendo carne y bebiendo leche, llegaban a los 120 años de vida o más.
Ibn Jaldún dice que las comunidades pobres del desierto estaban en mejor condición física y mental, por comer poco. Tenían poco grano y el hambre se les hizo costumbre. No usaban aderezos, ni especias, ni hervían la comida, ni tenían tanta variedad (además de hacer mucho ejercicio). En cambio la gente de la ciudad se enfermaba más seguido, por su sedentarismo. Señalaba que no había médicos en el desierto, pero sí en la opulenta ciudad.

### Edad Contemporánea
Se puede con razón considerar al investigador español de origen asturiano Dr. Francisco Grande Covián, como el padre de la dietética moderna, con sus investigaciones tras la Segunda Guerra Mundial que le permitieron ser el autor de la relación entre el exceso de grasas en la dieta y el subsiguiente sobrepeso y la generación de problemas cardiovasculares, con la utilización de parámetros de medida como pueden ser el análisis del nivel hemático de colesterol.